# Lalie Walker
 (septembre 2010).
Si vous disposez d'ouvrages ou d'articles de référence ou si vous connaissez des sites web de qualité traitant du thème abordé ici, merci de compléter l'article en donnant les références utiles à sa vérifiabilité et en les liant à la section « Notes et références ».
Pour les articles homonymes, voir Walker.
Lalie Walker (pseudonyme), née le 10 avril 1964, de mère franco-lettone et de père hongrois, est une auteure de roman noir et psychothérapeute française.

## Biographie
Lalie Walker est née le 10 avril 1964, à Versailles, sous son vrai nom, qui est inconnu. Née de mère franco-lettone et de père hongrois, elle apprend à 18 ans que ce dernier n'est pas son père biologique. Elle grandit avec sa grand-mère. Les figures familiales et l'absence du père sont des thèmes récurrents de ses romans.
A vingt ans, elle part en Italie pendant dix-huit mois, et rentre à Paris. Elle entame des études de psychologie et devient psychothérapeute. Elle arrête après quelques années pour se consacrer à l'écriture.
Elle écrit pour la littérature jeunesse et la radio, puis se tourne vers le polar.

## Style
Les romans noirs de Lalie Walker ont pour thématiques le rêve, la psychologie, et les interférences entre le monde réel et la fiction. Son personnage récurrent est l'enquêtrice Jeanne Debords.

## Engagement politique
En 2012, elle soutient Jean-Luc Mélenchon, candidat du Front de gauche à l'élection présidentielle.

## Œuvre

### SérieUne enquête du commissaire Jeanne Debords
1. Pour toutes les fois, Hors Commerce, 2001Réédition Gallimard, coll. « Folio policier » no 374, 2005
2. Portées disparues, Hors Commerce, 2002Réédition Gallimard, coll. « Folio policier » no 429, 2006
3. N'oublie pas, Hors Commerce, 2003Réédition Gallimard, coll. « Folio policier » no 472, 2007
4. La Stratégie du fou, Hors Commerce, 2004Réédition Gallimard, coll. « Folio policier » no 512, 2008

### Romans indépendants
- Best-seller, Hors Commerce, 2005
- L'Appel du barge, Baleine, 2007Ce roman fait partie de la sérieLe Poulpe
- À l'ombre des humains, Atelier In8, 2008
- Aux malheurs des dames, Parigramme, coll. « Noir 7/5 », 2009
- Les Survivantes, Actes Sud, coll. « Actes noirs », 2010Réédition Actes Sud, coll. « Babel noir » no 55, 2012
- Le Serment de haine, Coop Breizh, coll. « Les enquêtes de Léo Tanguy », 2011
- Le Chant des dunes, La Manufacture de Livres, 2011Écrit avec Perrine Le Querrec.
- Vague meurtrière, Jasmin, 2013
- On dégage les axes du progrès !, novella, éditions du Cénomane, 2014 - avec six nouvelles d'autres auteurs, écrites dans le cadre des ateliers d'écriture animés par Lalie Walker au Centre de Culture Populaire de Saint-Nazaire[5].

### Théâtre
- Saynètes en anglais, Retz, coll. « Petits Comédiens », 2000
- To The Zoo and Short Plays, Retz, coll. « Petits Comédiens », 2004

### Essais
- Belle-mère, belle-fille : un mariage à trois, L'Archipel, 2005
- Vivre le rêve, accéder au rêve lucide, La Martinière, 2007

## Prix et sélections littéraires
- N’oublie pas : lauréat du Prix du Zinc 2004, prix des lecteurs de la ville de Montmorillon (nommé pour le Prix Cognac 2004, pour Sang d'encre à Vienne 2003, pour le Prix polar de Montigny-lès-Cormeilles 2003)
- Portées disparues : nommé pour le Prix du livre de Cognac 2002, pour le Prix polar de Montigny-lès-Cormeilles, pour les Prix « meilleure adaptation cinématographique » de Saumur et du Prix d’Aquitaine-Synopsis)
- Pour toutes les fois : Le Grand livre du mois